# Mălina Olinescu
Mălina Olinescu (ur. 29 stycznia 1974 w Bukareszcie, zm. 12 grudnia 2011 tamże) – rumuńska piosenkarka.

## Dzieciństwo
Była córką Doiny Spătaru i Borisa Olinescu. Pochodziła z artystycznej rodziny; jej matka była piosenkarką, a ojciec aktorem. Ukończyła liceum filologiczne „Iulia Haşdeu” w klasie psychologii.

## Kariera muzyczna
Zawodową karierę muzyczną rozpoczęła w 1995, kiedy wzięła udział w festiwalu im. Aureliana Andreescu. Szerszej publiczności pokazała się po raz pierwszy w 1996, występując w programie telewizyjnym i zajmując trzecie miejsce na festiwalu w Mamai. W 1997 po raz kolejny wystartowała w tym festiwalu i wraz z kompozytorem Adrianem Romcescu zajęła pierwsze miejsce z utworem „Mi-e dor de tine”, który wkrótce stał się jej pierwszym hitem. W tym samym roku wygrała także festiwal Cerbul de Aur oraz wydała pierwszą płytę – Ready for you. W 1998, reprezentując Rumunię z utworem „Eu cred”, zajęła 22. miejsce w Konkursie Piosenki Eurowizji. W tym samym roku uplasowała się na trzecim miejscu na festiwalu w Mamai z utworem „Pot să zbor” skomponowanym przez Adriana Despota. Rok później wydała album pt. Pot să zbor. W 2003 wzięła udział w eliminacjach do Konkursu Piosenki Eurowizji z piosenką „Tăcerea doare”, po czym zakończyła karierę muzyczną.

## Śmierć
W nocy z 11 na 12 grudnia 2011 popełniła samobójstwo, skacząc z okna swojego mieszkania (6. piętro), położonego niedaleko dworca Gara de Nord w Bukareszcie. Călin Geambașu, przyjaciel artystki, powiedział, że przyczyną było rozstanie z chłopakiem. Zdaniem rodziny i przyjaciół jej śmierć nastąpiła w wyniku nieszczęśliwego wypadku, a nie przez samobójstwo. Olinescu została pochowana na cmentarzu Sfânta Vineri w Bukareszcie.

## Życie prywatne
W latach 2000–2007 była żoną Dana Stesco.

## Dyskografia

### Albumy
- 1997: Ready for You
- 1999: Pot să zbor